# Клингенберг, Николай Михайлович
Никола́й Миха́йлович Клингенбе́рг (3 февраля 1853, Санкт-Петербург — 2 мая 1917) — русский государственный деятель, Вятский, Владимирский и Могилёвский губернатор, сенатор.

## Биография
Родился 3 (15) февраля 1853 года в Санкт-Петербурге. Происходил из потомственных дворян Санкт-Петербургской губернии. Сын тайного советника Михаила Карловича Клингенберга. Его брат — генерал-майор, герой русско-японской войны Михаил Михайлович Клингенберг.
Окончил 2-ю Санкт-Петербургскую гимназию (1871) и юридический факультет Санкт-Петербургского университета со степенью кандидата прав (1876). По окончании университета начал службу по Министерству юстиции кандидатом на судебные должности при Ярославском окружном суде. В том же году был назначен помощником секретаря по гражданскому отделению суда, в 1876 — и.д. судебного следователя по Горецкому уезду Могилевской губернии, а в 1877 — и.д. временного судебного следователя по той же губернии, с поручением производства следствий по важнейшим делам. Затем состоял товарищем Могилевского (1878—1879) и Виленского (1879—1883) губернского прокурора. В 1883 году, по приглашению Виленского генерал-губернатора, занял должность Виленского полицмейстера. При посещении города императором Александром III с августейшим семейством, был пожалован, вне правил, орденом Святого Станислава 2-й степени «за отличный порядок в городе во время пребывания Их Императорских величеств».
В 1887—1890 годах состоял Ковенским вице-губернатором. В 1890 году был назначен исправляющим должность Ковенского губернатора, а в следующем году утвержден в должности с производством действительные статские советники. В 1891 году, по предложению Особого комитета по оказанию помощи пострадавшим от неурожая, закупал хлеб в Ковенской губернии и, за отличное исполнение поручения, удостоился признательности председателя Комитета цесаревича Николая. Такая же закупка хлеба была произведена по поручению Московского комитета, за что получена благодарность от имени его председателя Великой княгини Елизаветы Фёдоровны.
Впоследствии Клингенберг занимал посты Вятского (1896—1901) и Владимирского губернатора (1901—1902). В 1902 был перемещен в Могилевскую губернию, для введения в ней земского устройства по закону 2 апреля 1903 года. В 1904 году был произведен в тайные советники. 
В Могилеве на Клингенберга в 1905 году было совершено два покушения:

МОГИЛЕВ, 18, VIII. Сегодня днем при проезде на главной улице города губернатора Клингенберга под его экипаж была брошена бомба. Раздался выстрел, но взрыва не последовало. Губернатор оставил экипаж и сам указал убегавшего преступника, разысканного затем полицией и арестованного.

Этим покушавшимся был эсер Израиль Брильон.
А 29 октября того же года в приемной губернаторского дома просительница, оказавшаяся членом революционной организации Лидией Езерской, дважды выстрелила в Клингенберга из браунинга, нанеся ему тяжкую рану, требовавшую продолжительного лечения и лишившую его возможности продолжать административную службу.
14 декабря 1905 года именным Высочайшим указом Клингенберг был назначен сенатором, присутствующим в департаменте герольдии, а с 1909 года присутствовал во 2-м департаменте. Также участвовал в Особом присутствии сената для суждения дел о государственных преступлениях. Состоял почётным мировым судьёй по Ковенскому округу и Могилевскому уезду, а также почетным членом многих общественных организаций в Ковенской, Вятской, Владимирской и Могилевской губерниях.
Умер 2 (15) мая 1917 года. Похоронен на Тихвинском кладбище Александро-Невской лавры.

## Семья
Был женат дважды. Первая жена — Евдокия Петровна Базилевская.
Вторая жена — Екатерина Ивановна Лабинцева. Дети от второго брака:
- Елизавета (1884—?)
- Глеб (1888—1909), хорунжий лейб-гвардии Казачьего полка.

## Награды
- Орден Святого Станислава 3-й ст.
- Орден Святого Станислава 2-й ст.
- Орден Святого Станислава 1-й ст. (1897)
- Орден Святой Анны 1-й ст. (1901)
- Орден Святого Владимира 2-й ст. (1909)
- Орден Белого Орла (1913)
- медаль «В память царствования императора Александра III»
- медаль «В память коронации Императора Николая II»
- медаль «За труды по первой всеобщей переписи населения» (1897)
- медаль «В память 300-летия царствования дома Романовых» (1913)